# Joseph Groussard
Joseph Groussard   (La Chapelle-Janson, 2 de març de 1934) és un ciclista francès, ja retirat, que fou professional entre 1956 i 1967. Era germà del també ciclista Georges Groussard. Durant la seva carrera aconseguí més de 60 victòries. Destaquen, per damunt de tot, la Milà-Sanremo de 1963, per davant de l'alemany Rolf Wolfshohl. Aquesta victòria li fou atribuïda gràcies a la foto-finish, en la primera vegada en la història que del ciclisme que s'emprava, així com una victòria d'etapa al Tour de França de 1959.

## Palmarès
- 1956
  - Vencedor d'una etapa al Tour del Sud-est
- 1957
  - 1r de la París-Camembert
- 1958
  - 1r del Gran Premi de Saint Raphael
  - 1r del Circuit dels Boucles del Sena
- 1959
  - 1r al Gran Premi de Mònaco
  - 1r del Gran Premi de Nantes
  - 1r de la Gènova-Niça
  - Vencedor d'una etapa al Tour de França
  - Vencedor d'una etapa al Tour del Sud-est
- 1960
  - 1r de la París-Camembert
  - 1r del Circuit de l'Indre
  - Vencedor d'una etapa del Tour de la Xampanya
- 1961
  - 1r del Gran Premi del Midi Libre i vencedor d'una etapa
  - 1r del Circuit dels Boucles del Sena
  - Vencedor d'una etapa de la París-Niça
  - Vencedor d'una etapa del Tour de la Xampanya
  - Vencedor d'una etapa als Quatre dies de Dunkerque
- 1962
  - 1r dels Quatre dies de Dunkerque
  - 1r del Critèrium Internacional
  - 1r del Circuit dels Boucles del Sena
  - 1r del Gran Premi Le Locle
  - Vencedor d'una etapa al Tour del Sud-est
- 1963
  - 1r de la Milà-Sanremo
- 1964
  - 1r del Gran Premi d'Antibes
- 1965
  - 1r de la Bordeus-Saintes

### Resultats al Tour de França
- 1957. 42è de la classificació general
- 1958. 25è de la classificació general
- 1959. 56è de la classificació general. Vencedor d'una etapa
- 1960. 52è de la classificació general. Porta el mallot durant 1 etapa
- 1961. 45è de la classificació general
- 1962. 57è de la classificació general
- 1963. 64è de la classificació general
- 1964. 74è de la classificació general
- 1965. 96è de la classificació general